# Krasnyj Kurysz
Krasnyj Kurysz (ros. Красный Курыш) – wieś (sieło) w Rosji, w Kraju Krasnojarskim, w rejonie kańskim. W 2010 liczyła 570 mieszkańców.